# Relaciones Chile-Reino Unido
Las relaciones Chile-Reino Unido o relaciones chileno-británicas son las relaciones internacionales entre la República de Chile y el Reino Unido de Gran Bretaña e Irlanda del Norte.
La comuna chilena de Cabo de Hornos se encuentra en las proximidades del Atlántico Sur, a no mucha distancia de las Islas Malvinas, administradas por el Reino Unido bajo territorio británico de ultramar. Ambas naciones poseen reclamaciones territoriales en la Antártida, el Territorio Antártico Británico se superpone parcialmente y limita con el Territorio Antártico Chileno. Además, las Islas Pitcairn es en las proximidades de la isla de Pascua.

## Historia

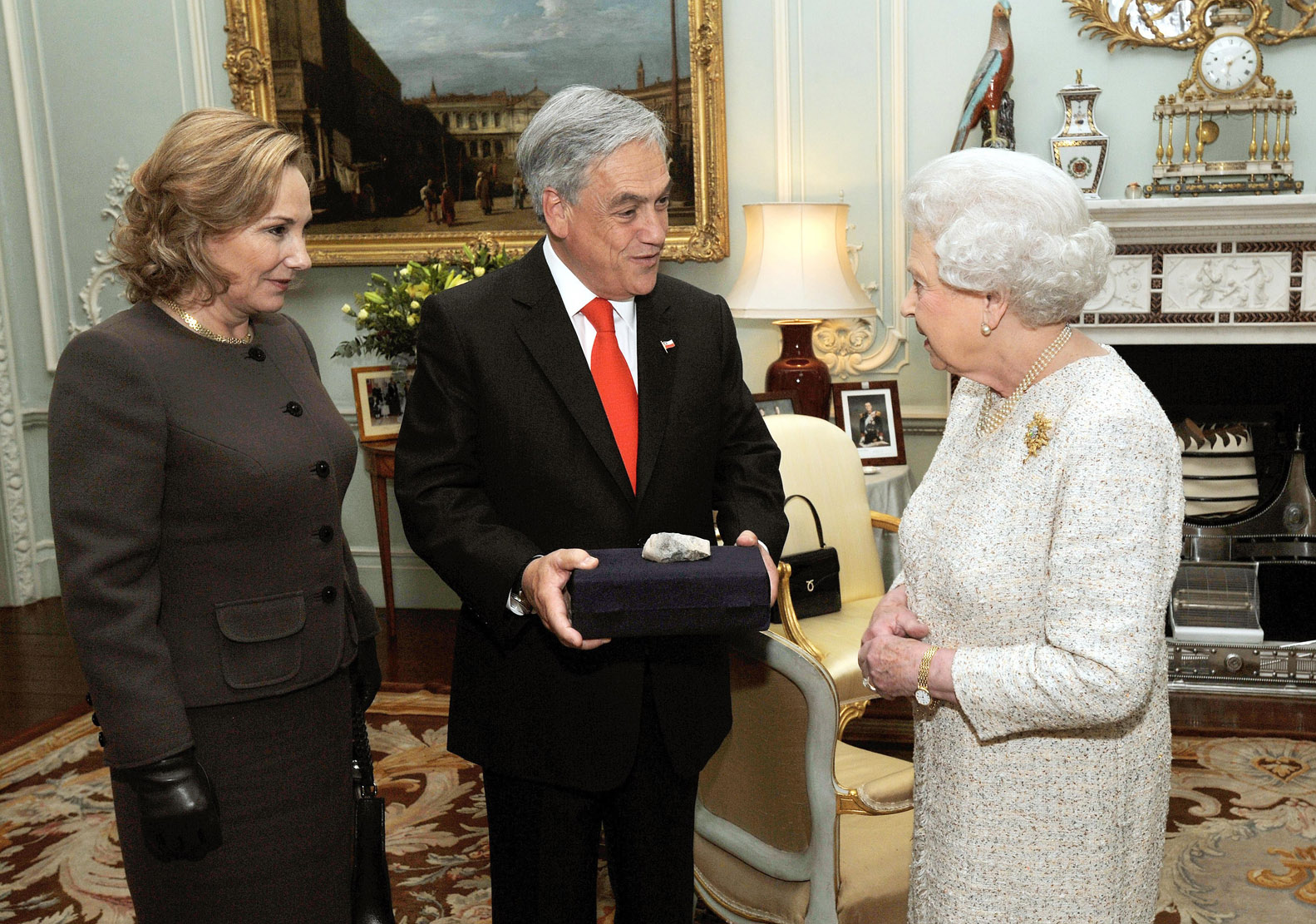
El presidente chileno, Sebastián Piñera, junto a la primera dama, Cecilia Morel, en cita con la reina Isabel II en el Palacio de Buckingham (octubre de 2010).

Los inicios de las relaciones entre estas dos naciones se remontan desde el comienzo del dominio del Imperio español en el territorio chileno. Chile e Inglaterra estuvieron bajo la soberanía de los mismos monarcas a mediados del siglo XVI: De acuerdo al historiador William Edmundson, el rey Carlos I de España (Carlos V) nombró a su único hijo legítimo varón, el príncipe Felipe II, como rey de Chile, Nápoles y Jerusalén. En 1554 contrajo matrimonio con María I de Inglaterra, convirtiéndose en la reina consorte de las posesiones anteriormente mencionadas, mientras que él, rey de Inglaterra e Irlanda jure uxoris hasta el fallecimiento de María Tudor en 1558.
Durante el proceso de independencia de Chile fue notable la participación del almirante británico al servicio chileno, Lord Thomas Cochrane, quien fue el primer Comandante en Jefe de la Escuadra de Chile. La Armada de Chile mantiene una relación estrecha con la Marina Real Británica, tanto en la participación de ejercicios y actividades militares conjuntas como también en el uso de embarcaciones de origen británico en la flota naval chilena.
Entre el 11 y el 18 de noviembre de 1968, la reina Isabel II del Reino Unido realizó una visita oficial a Chile, previamente obsequió al Presidente de la República un Ford Galaxie 500 XL, que ha sido utilizado para ciertas ocasiones como automóvil presidencial.
Durante la Guerra de las Malvinas, mientras se suscitaba al mismo tiempo el Conflicto del Beagle, Chile al igual que Estados Unidos,  Colombia y Trinidad y Tobago, se abstuvo de votar en el Tratado Interamericano de Asistencia Recíproca, argumentando que Argentina era el agresor en este caso, por lo que se trata de un acuerdo para la defensa y no de ataque. La amistad entre la primera ministra británica, Margaret Thatcher y el general Augusto Pinochet, produjo un acercamiento chileno-británico en la década de 1980. En 1999, Thatcher en una reunión que sostuvo con Pinochet durante su arresto domiciliario en Londres, agradeció públicamente la información y la ayuda brindada por parte de la dictadura militar de Chile a las Fuerzas Armadas Británicas durante el conflicto de las Islas Malvinas.
En 2000, el príncipe Guillermo de Cambridge como parte de su año sabático al terminar sus estudios secundarios, vivió por diez semanas en Caleta Tortel, localidad ubicada en la Patagonia chilena, realizando trabajos voluntarios y expediciones por la zona. En 2001, la futura princesa Kate Middleton estuvo en Coyhaique con la misma organización.

## Relaciones socioculturales
Como antecedente, británicos y chilenos comparten sus principales ancestros étnicos europeos: los vascos, mezclados mayoritaria y respectivamente con germanos y picunches, que a inicios del siglo XXI sus descendientes correspondían al 70 % y 40 % aproximado de sus poblaciones totales. Chile es el país en América Latina con mayor ascendencia británica: un 4 % de la población total. Ambos países mantienen estrechos lazos culturales expresados a través de diversas organizaciones chileno-británicas. Son múltiples las costumbres arraigadas en la cultura chilena heredadas de la cultura británica, como el consumo de té, posicionándolos como los mayores consumidores per cápita de América Latina, y la inserción de los deportes: golf, hípica, hockey, polo, rugby, tenis y fútbol, con la creación de los primeros equipos tales como el Mackay and Sutherland Football Club y el Valparaíso Football Club. Existe un dicho que cataloga a los chilenos como los «ingleses de América Latina», invocado en conversaciones y debates públicos, teniendo distintas connotaciones como nacionalista, una autopercepción de mayor desarrollo frente a los países regionales; organizativa, una autodescripción de solidez estructural de sus instituciones estatales; o aspiracional, un parámetro de comparación deseable con una potencia mundial.

## Relaciones económicas
El acuerdo que rige las relaciones comerciales entre Chile y Reino Unido es el Acuerdo de Asociación Económica (AAE) entre Chile y la Unión Europea. Adicionalmente, ambos países firmaron en 1997 el Convenio para la Promoción y Protección de las Inversiones.
En términos macroeconómicos, en 2023, el intercambio comercial entre ambos países ascendió a los 975 millones de dólares estadounidenses, lo que supuso un -6,3% de crecimiento promedio anual en los últimos cinco años. Los principales productos exportados por Chile fueron vinos, paltas, arándanos y uvas, mientras que el Reino Unido exportó mayoritariamente whisky, medicamentos retrovirales y automóviles.
Los ciudadanos chilenos y británicos se encuentran liberados del requerimiento de visa para ingresar a los respectivos países por razones de turismo o negocios por periodos de hasta máximo seis meses, según la política migratoria de cada país. La aerolínea británica British Airways, opera un vuelo directo entre Santiago y Londres desde de enero de 2017. Cada año se celebra en Londres el Chile Day, un evento resultado de la alianza entre instituciones públicas y privadas que busca fomentar los vínculos socioeconómicos entre ambos países.

## Misiones diplomáticas
- Chile tiene una embajada y consulado-general en Londres.[10]
- Reino Unido tiene una embajada en Santiago de Chile.[11]

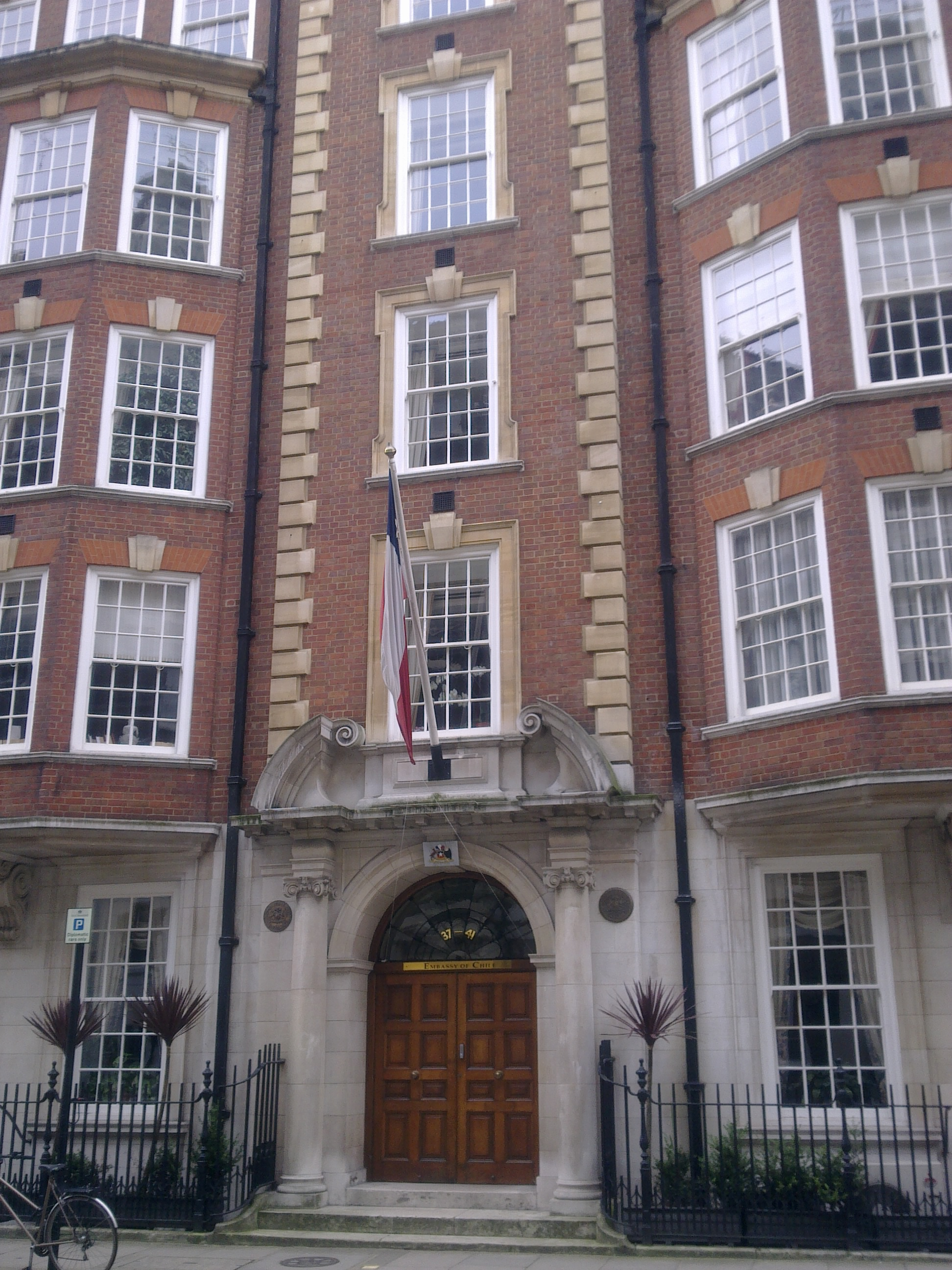
Embajada de Chile en Londres
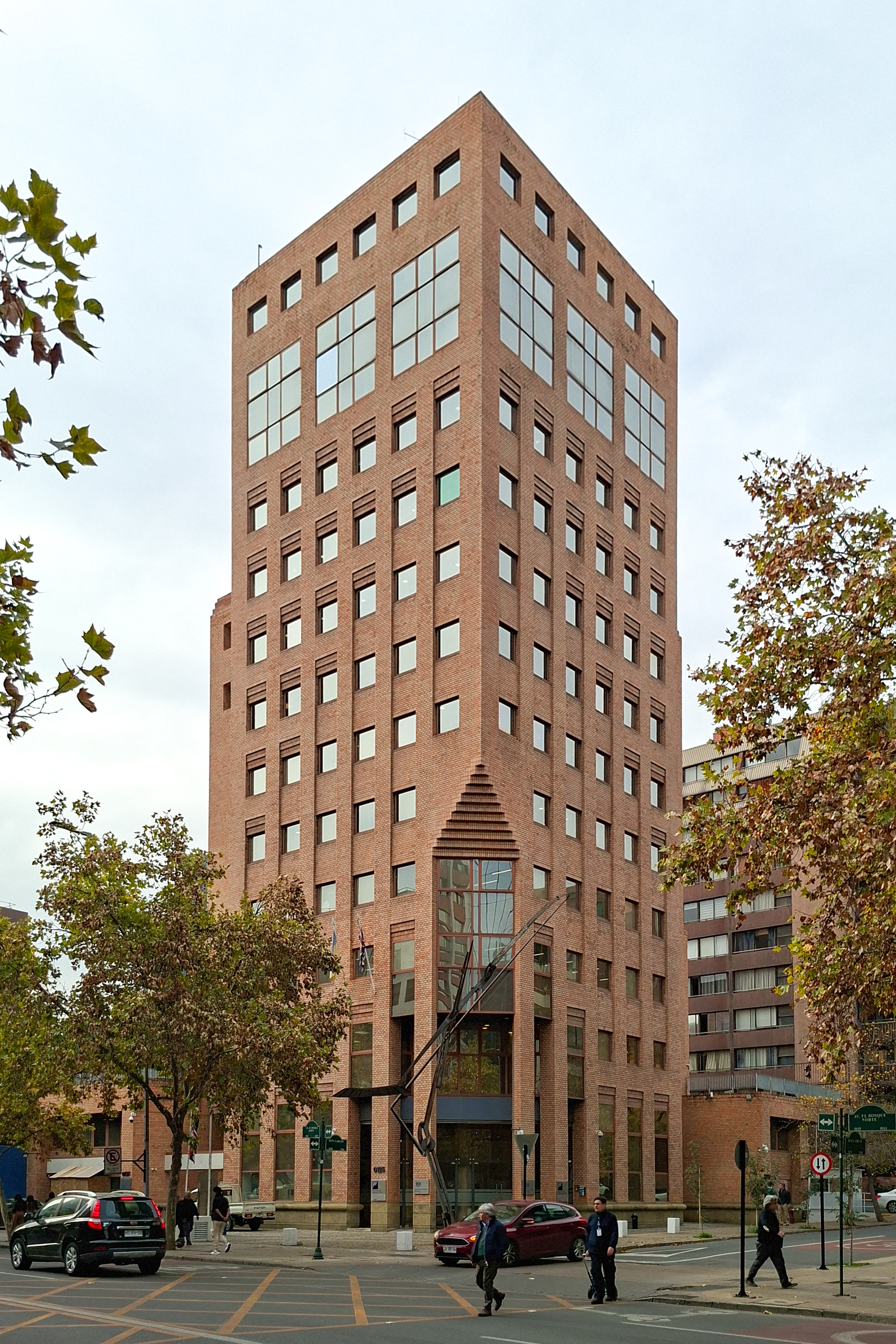
Embajada del Reino Unido en Santiago de Chile